# Tunuyán (Mendoza)
Tunuyán is een plaats in het Argentijnse bestuurlijke gebied Tunuyán (departement) in de provincie Mendoza. De plaats telt 40.436 inwoners.